# 정점 시율
천문학, 유성우의 정점 시율은 발광하는 유성우가 그 정점 있을 때, 관측자가 맑고 어두운 밤에 한시간에 볼 수 있는 유성의 수이다.
효과적으로 보일 수 있는 비율은 거의 항상 더 낮고 발광체가 지평선에 가까울수록 감소한다.
ZHR의 계산 공식은
{\displaystyle ZHR={\cfrac {{\overline {HR}}\cdot F\cdot r^{6.5-lm}}{sin(hR)}}}
이 때
{\displaystyle {\overline {HR}}={\cfrac {N}{Teff}}}
은 관측자의 시율을 나타낸다. N,은 관측된 유성의 수로 유효 관측시간으로 나누어야 한다.

{\displaystyle F={\cfrac {1}{1-k}}}
는 시야 교정 인자의 장을 나타낸다.

 {\displaystyle r^{6.5-lm}} 

은 임계 크기 교정인자를 나타낸다.
{\displaystyle sin(hR)}
는 지평선너머로 발광체의 고도에 대한 교정 인자를 나타낸다.

## 같이 보기
- 유성우 목록